# 218914 Tangauchin
218914 Tangauchin este o planetă minoră (asteroid) din centura de asteroizi. A fost descoperită pe 19 mai 2007 la Xuyi County⁠(d) de Observatorul de pe Muntele Purpuriu⁠(d) și a fost numită după Tang Aoqing⁠(d). 
Obiectul prezintă o orbită caracterizată de o semiaxă mare de 2,6276818207203 UAi, o excentricitate de 0,092629901121863, o înclinație de 12,441820718391 ° în raport cu ecliptica.